# Кинич-Муван-Холь II
Кинич-Муван-Холь II (дословно Опаляющая Сова-Череп) (правил в 1-й пол. VII века) — двадцать четвёртый правитель древнего майяского царства Мутуль со столицей в Тикале.

## Биография
Кинич-Муван-Холь II взошёл на престол Мутуля в 1-й половине VII века и наследовал «23 правителю», неизвестному по имени.
Ему наследовал Нун-Холь-Чак I.